# Soledad (Santa Fé)
Soledad (Santa Fé) é uma comuna da província de Santa Fé, na Argentina.